# David Barbona
David Matías Barbona (Buenos Aires, Argentina, 22 de febrero de 1995) es un futbolista argentino, se desempeña como mediapunta o extremo y actualmente se encuentra en Defensa y Justicia de la Liga Profesional Argentina.

## Trayectoria

### Nueva Chicago
Barbona es un futbolista que inició su carrera en Nueva Chicago, donde debutó en unas de las últimas fechas de la temporada 2012-13 en un partido contra Douglas Haig que finalizó 0 a 0. Su equipo ya estaba descendido a la tercera división, y por eso varios juveniles jugaron aquel partido. En total, disputó 3 partidos en esa temporada sin convertir goles.
Para la Primera B Metropolitana 2013/2014, su equipo, que había descendido a la tercera división, decidió darle más continuidad a los juveniles del club, sobre todo cuando asumió el director técnico Pablo Guede. Firmó su primer contrato profesional en febrero del 2014, que lo unía por 4 años con la institución. El conjunto verdinegro logró el ascenso a la Primera B Nacional ganando el torneo y Barbona fue una pieza fundamental para el equipo. Convirtió 3 goles en 25 partidos disputados.
Luego del ascenso, Chicago se tenía que armar para afrontar el torneo de la Primera B Nacional. La continuidad del centrocampista estuvo en duda debido a una posible venta. Barbona fue un pilar en el mediocampo de su equipo, jugando en la mayoría de los partidos. Convirtió 3 goles, uno frente a Douglas Haig, otro frente a Aldosivi y el restante a Gimnasia de Jujuy, siendo uno de los goleadores de su equipo a lo largo del campeonato, donde disputó 17 partidos. Su equipo logró el ascenso a Primera División.

### Estudiantes de La Plata
Clubes del extranjero y de Primera División de Argentina se fijaron en él debido a sus buenas actuaciones. Finalmente, el Club Estudiantes de La Plata adquirió el 75% de su ficha por $ 750.000 firmando contrato por 4 años y dejándole el 25% restante a Nueva Chicago.
Se le otorgó el dorsal número 10 para que use en la camiseta, tanto en el Torneo Local como en la Copa Libertadores. Debutó el 12 de febrero en la victoria 4 a 0 frente a Independiente del Valle por el repechaje de la Copa Libertadores 2015.

### Racing Club
Racing Club compra el 50% del pase a cambio de 1.000.000 de dólares, firmando un contrato por 4 años.

## Clubes
| Club               | País      | Año       |
| ------------------ | --------- | --------- |
| Nueva Chicago      | Argentina | 2013-2014 |
| Estudiantes (LP)   | Argentina | 2014-2016 |
| Atlético Tucumán   | Argentina | 2016-2019 |
| Racing Club        | Argentina | 2019-2020 |
| Tijuana            | México    | 2020-2021 |
| Querétaro          | México    | 2022-2023 |
| Defensa y Justicia | Argentina | 2023-Act. |

## Estadísticas
Actualizado al 4 de octubre de 2022.
| Club                              | Temporada              | Liga  | Liga  | Copa Nac.1 | Copa Nac.1 | Copa Inter.2 | Copa Inter.2 | Total | Total |
| Club                              | Temporada              | Part. | Goles | Part.      | Goles      | Part.        | Goles        | Part. | Goles |
| --------------------------------- | ---------------------- | ----- | ----- | ---------- | ---------- | ------------ | ------------ | ----- | ----- |
| Nueva Chicago Argentina           | 2012/13                | 3     | 0     | -          | -          | -            | -            | 3     | 0     |
| Nueva Chicago Argentina           | 2013/14                | 25    | 3     | -          | -          | -            | -            | 25    | 3     |
| Nueva Chicago Argentina           | 2014                   | 18    | 3     | -          | -          | -            | -            | 18    | 3     |
| Nueva Chicago Argentina           | Total Chicago          | 46    | 6     | -          | -          | -            | -            | 46    | 6     |
| Estudiantes de La Plata Argentina | 2015                   | 22    | 1     | 4          | 0          | 2            | 0            | 28    | 1     |
| Estudiantes de La Plata Argentina | 2016                   | 3     | 0     | -          | -          | 1            | 0            | 4     | 0     |
| Estudiantes de La Plata Argentina | Total Estudiantes      | 25    | 1     | 4          | 0          | 1            | 0            | 32    | 1     |
| Atlético Tucumán Argentina        | 2016/2017              | 21    | 4     | -          | -          | 9            | 2            | 30    | 6     |
| Atlético Tucumán Argentina        | 2017/2018              | 19    | 1     | 6          | 1          | 5            | 0            | 30    | 2     |
| Atlético Tucumán Argentina        | 2018/2019              | 26    | 3     | 6          | 1          | 8            | 0            | 40    | 4     |
| Atlético Tucumán Argentina        | Total Atlético Tucumán | 66    | 8     | 12         | 2          | 20           | 2            | 100   | 12    |
| Racing Club Argentina             | 2019/20                | 14    | 0     | 1          | 0          | 2            | 0            | 17    | 0     |
| Racing Club Argentina             | Total Racing Club      | 14    | 0     | 1          | 0          | 2            | 0            | 17    | 0     |
| Club Tijuana · México             | 2020/21                | 25    | 1     | 2          | 1          | -            | -            | 27    | 2     |
| Club Tijuana · México             | 2021/2022              | 23    | 0     | -          | -          | -            | -            | 23    | 0     |
| Club Tijuana · México             | Total Club Tijuana     | 48    | 1     | 2          | 1          | 0            | 0            | 50    | 2     |
| Querétaro FC · México             | 2022/2023              | 10    | 0     | -          | -          | -            | -            | 10    | 0     |
| Querétaro FC · México             | Total Querétaro FC     | 10    | 0     | 0          | 0          | 0            | 0            | 10    | 0     |
| Total en su carrera               | Total en su carrera    | 209   | 16    | 19         | 3          | 23           | 2            | 253   | 21    |

## Palmarés

### Campeonatos nacionales
| Título                  | Club          | Sede      | Año     |
| ----------------------- | ------------- | --------- | ------- |
| Campeonato de Primera B | Nueva Chicago | Munro     | 2013/14 |
| Trofeo de Campeones     | Racing Club   | Argentina | 2019    |

### Otros logros
| Ascenso                          | Club          | Sede    | Año  |
| -------------------------------- | ------------- | ------- | ---- |
| Campeonato de Primera B Nacional | Nueva Chicago | Córdoba | 2014 |